# Challenger de Cali 2014 (dobles masculino)

## Presentación Previa
Guido Andreozzi y Eduardo Schwank son los campeones defensores. Andreozzi decidió no participar en esta edición mientras que Schwank lo hizo junto a su compatriota Facundo Bagnis.
La pareja argentina Facundo Bagnis y Eduardo Schwank ganaron el título, derrotando a los colombianos Nicolás Barrientos y Eduardo Struvay en la final, 6–3, 6–3.